# Power-to-gas
Power-to-gas (ofte forkortet P2G) er en Power-to-X-teknologi, der bruger elektrisk energi til at producere et gasformigt brændstof.
De fleste P2G-systemer anvender elektrolyse til at producere brint. Brinten kan bruges direkte, eller yderligere trin (kendt som totrins P2G-systemer) kan omdanne brinten til syntesegas, metan eller LPG. Enkelttrins P2G-systemer til at producere metan findes også, såsom omvendt brændselscelle-teknologi (rSOC; reversibel fastoxidcelle eller fastoxidelektrolysecelle). Processen der kombinerer brint og CO2 til metan kaldes metanisering, og såfremt elektricitet bruges til at skabe brinten, kaldes resultatet for elektro-metan. Enkelte anlæg er i drift, bl.a i Danmark.
Produceret gas, ligesom naturgas eller industrielt produceret brint eller metan, er en handelsvare og kan bruges som sådan gennem eksisterende infrastruktur (rørledninger og gaslagringsfaciliteter), herunder tilbage til strøm med tab.
Forudsat at strømmen kommer fra vedvarende energi og CO2 kommer fra biomasse, kan den dog fremhæves som et CO2-neutralt brændstof, vedvarende energi og en måde at lagre variabel vedvarende energi på.